# Serhiy Shapoval
Serhiy Shapoval (tiếng Ukraina: Сергій Володимирович Шаповал; sinh 7 tháng 2 năm 1990, Vorzel, CHXHCNXV Ukraina) là một tiền vệ  bóng đá Ukraina thi đấu cho FC Torpedo-BelAZ Zhodino.

## Thống kê câu lạc bộ
- Tổng cộng matches played in Moldavian First League: 85 matches - 11 goals'